# Río Ouro
Río Ouro este o arie protejată (arie specială de conservare — SAC, sit de importanță comunitară — SCI) din Spania întinsă pe o suprafață de 108,92 ha, din care 31 % marine.

## Localizare
Centrul sitului Río Ouro este situat la coordonatele 43°31′54″N 7°25′18″W / 43.5318°N 7.4217°V.

## Înființare
Situl Río Ouro a fost declarat sit de importanță comunitară în februarie 1999 pentru a proteja 1 specie de plante și 20 de specii de animale. Situl a fost protejat și ca arie specială de conservare în martie 2014.

## Biodiversitate
Situată în ecoregiunile atlantică și marină Atlantică, aria protejată conține 29 de habitate naturale: Dune mobile de-a lungul țărmului cu Ammophila arenaria („dune albe”), Păduri aluvionare cu Alnus glutinosa și Fraxinus excelsior (Alno-Padion, Alnion incanae, Salicion albae), Faleze cu vegetație de pe coastele atlantice și baltice, Liziere de ierburi înalte hidrofile de câmpie și de nivel montan până la alpin, Dune de coastă fixe cu vegetație erbacee („dune gri”), Pajiști cu Molinia pe soluri calcaroase, turboase sau argilos-nămoloase (Molinion caeruleae), Pajiști uscate europene, Pseudostepă cu ierburi și specii anuale de Thero-Brachypodietea, Vegetație anuală la limita mareei, Dune mobile cu vegetație embrionară, Păduri de stejar galițio-portugheze cu Quercus robur și Quercus pyrenaica, Terase mlăștinoase și terase nisipoase neacoperite de apă la reflux, Salicornia și alte specii anuale care populează regiunile mlăștinoase și nisipoase, Peșteri marine scufundate complet sau parțial, Golfuri mici largi și golfuri puțin adânci, Râuri cu maluri nămoloase cu vegetație de Chenopodion rubri p.p. și Bidention p.p., Fânețe de joasă altitudine (Alopecurus pratensis, Sanguisorba officinalis), Izvoare petrifiante cu formare de travertin (Cratoneurion), Peșteri inaccesibile publicului, Pășuni atlantice udate de apa mării (Glauco-Puccinellietalia maritimae), Depresiuni intradunale umede, Recifuri, Bancuri de nisip acoperite în permanență slab de apă marină, Pante stâncoase silicioase cu vegetație casmofită, Cursuri de apă de la nivel de câmpie la nivel montan, cu vegetație Ranunculion fluitantis și Callitricho-Batrachion, Estuare, Tufărișuri halofile mediteraneene și termo-atlantice (Sarcocornetea fruticosi), Roci stâncoase cu vegetație pionieră de Sedo-Scleranthion sau Sedo albi-Veronicion dillenii, Pajiști uscate atlantice de coastă cu Erica vagans.
La baza desemnării sitului se află mai multe specii protejate:
- plante (1): Sphagnum pylaesii
- păsări (8): uliu porumbar (Accipiter gentilis), pițigoi codat (Aegithalos caudatus), pescăruș albastru (Alcedo atthis), rață mare (Anas platyrhynchos), stârc cenușiu (Ardea cinerea), caprimulg (Caprimulgus europaeus), șoimul rândunelelor (Falco subbuteo), silvie de tufiș (Sylvia undata)
- amfibieni (1): Discoglossus galganoi
- mamifere (5): Galemys pyrenaicus, vidră de râu (Lutra lutra), liliac comun (Myotis myotis), liliacul mare cu potcoavă (Rhinolophus ferrumequinum), liliacul mic cu potcoavă (Rhinolophus hipposideros)
- nevertebrate (2): rădașcă (Lucanus cervus), Margaritifera margaritifera
- pești (3): Petromyzon marinus, Pseudochondrostoma duriense, somonul (Salmo salar)
- reptile (1): Lacerta schreiberi

Pe lângă speciile protejate, pe teritoriul sitului au mai fost identificate 2 specii de păsări, 2 specii de amfibieni, 1 specie de mamifere, 2 specii de reptile.